# 제2차 콩고 전쟁
제2차 콩고 전쟁은 콩고 민주 공화국에서 일어난 내전으로, 2차 세계대전 후 가장 많은 인명피해를 낸 지역 분쟁이다.
내전 발생 기간 동안 집단학살, 집단강간, 고문, 질병 등으로 4백만명 이상이 사망했고, 2천5백만명의 난민이 발생했다.
DR콩고 내전은 1965년부터 32년 동안 독재정권을 유지해 온 모부투 세세 세코 정권과 이에 대항한 로랑데지레 카빌라 반군 세력의 정권 쟁탈전에서 비롯했다.(제1차 콩고 내전) 카빌라는 1997년 5월 승리한 후 나라 이름을 자이르에서 1970년 이전의 국명이었던 콩고민주공화국으로 다시 바꾸고 대통령에 취임했다. 1998년 카빌라 반대 세력이 카빌라정권의 축출을 꾀하면서 내전이 본격화했다. 아프리카 8개 나라가 5년 동안 DR콩고 땅에서 전쟁을 치렀다. 짐바브웨·앙골라·나미비아·수단·잠비아가 정부군 편에, 르완다·우간다·부룬디가 반군 편에 섰다. 이 때문에 DR콩고 내전은 ‘아프리카판 1차 세계대전’으로 불리기도 한다. 종족간의 정권 다툼, 금·다이아몬드 등 자원을 둘러싼 외세의 이해관계와 외국 기업의 개입이 뒤엉켜 있었던 이 내전은 2003년 유엔의 중재로 중지되었다.

## 같이 보기
- 콩고 민주 공화국
- 모부투 세세 세코
- 제1차 콩고 전쟁
- 자이르-{π}-